# سیارک ۴۵۰۷۳
سیارک ۴۵۰۷۳ (به انگلیسی: 45073 Doyanrose، نامگذاری:1999XN37) چهل و پنج هزار و هفتاد و سومین سیارک کشف شده‌است که در ۷ دسامبر ۱۹۹۹ کشف شد.